# Vandringstrast
Vandringstrast (Turdus migratorius) är en tätting som tillhör familjen trastar. Den förekommer i stort sett hela Nordamerika där den är mycket vanlig, men även i delar av Mexiko. Tillfälligt påträffas den i Europa, med bland annat två fynd från Sverige. IUCN kategoriserar den som livskraftig. 

## Kännetecken

### Utseende
Vandringstrasten är en medelstor (22–25 cm) rätt kraftig trast, i formen lik björktrasten med långa vingar och kraftfull flykt. Stjärten är relativt lång och fötterna kraftiga. Den är karakteristiskt tomat- eller roströd på hela bröstet, övre delen av buken och kroppssidorna. Ovansidan är mörkgrå hos hanen, hos honan och första vinterdräkt brun. Huvudet är nästa svart med vita fläckar kring ögonen. Strupen är vit men grovt svartfläckad. Gamla fåglar har helgul näbb på våren, på vintern mörkare. I flykten syns rostfärgade undre vingtäckare och vita hörn på den mörka stjärten.

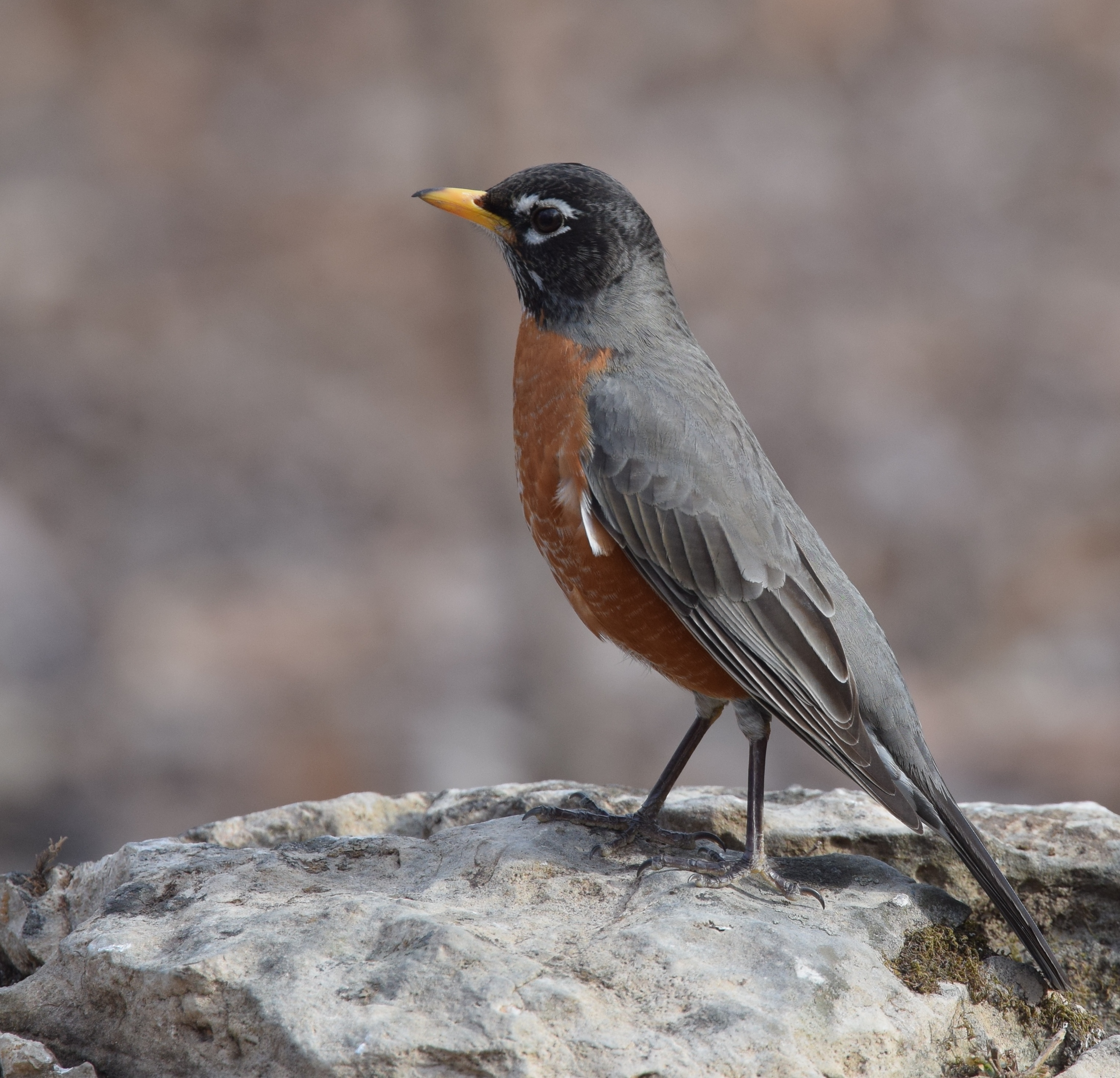

### Läten
Sången består av en serie låga visslingar, ofta med två eller tre fraser som upprepas. Lätena liknar koltrastens, med bland annat smackande "tjåck-tjåck-tjåck" eller upprörda "kli-kli-kli". Även kluckande "pup" eller "piik" hörs, liksom fallande "shheerr" och i flykten mycket ljusa "sreel".

## Utbredning och systematik
Vandringstrasten lever i stort sett hela Nordamerika, från Mexiko till norra Alaska. Den ses sällsynt i Europa, huvudsakligen under senhöst och vinter och allra oftast i Storbritannien där den observerats ett 30-tal gånger. I Sverige har vandringstrasten påträffats vid två tillfällen, 1988 i Bohuslän och 1994 i Östergötland, båda gånger i april. I Norden finns även ett fynd från Danmark i november 1994 och sju fynd från Island.

### Underarter
Vandringstrasten delas in i sju underarter med följande utbredning:
- Turdus migratorius nigrideus – östra Kanada (norra Quebec och Labrador) till Mexikanska golfen i USA
- migratorius-gruppen
  - Turdus migratorius migratorius – norra Alaska och norra Kanada till centrala USA; övervintrar i östra Mexiko och på Kuba
  - Turdus migratorius achrusterus – sydcentrala USA; övervintrar i sydöstra Mexiko
  - Turdus migratorius caurinus – sydöstra Alaska och västra Kanada till nordvästra Oregon; övervintrar i Kalifornien
  - Turdus migratorius propinquus – östra British Columbia till sydvästra USA och sydvästra Mexiko; övervintrar så långt söderut som till Guatemala
  - Turdus migratorius phillipsi – östra Mexiko (sydvästra Tamaulipas till Puebla, Guerrero och Oaxaca)
- Turdus migratorius confinis – bergstrakter på södra Baja California (Sierra de la Laguna)

Sedan 2016 urskiljer Birdlife International och naturvårdsunionen IUCN confinis som den egna arten "sanlucastrast". 

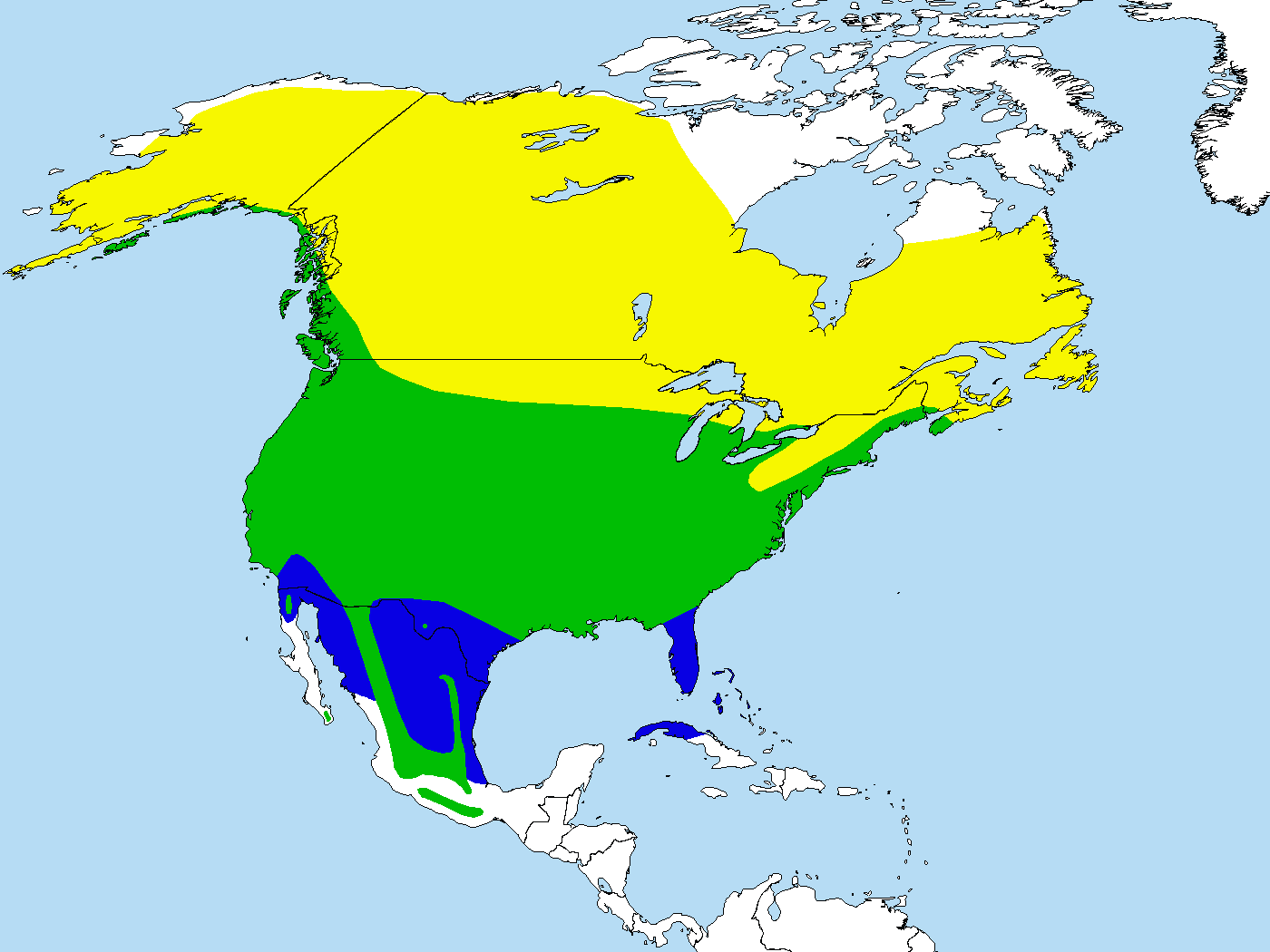
Vandringstrastens utbredningsområde.

## Ekologi
Vandringstrasten är en av Nordamerikas mest bekanta fåglar. Den häckar i nästan vilka öppna skogsmiljöer som helst, från tall-, gran- och lövskogar till parker och trädgårdar i stadsnära områden. Den ses ofta på gräsmattor och fält när den orädd födosöker efter daggmaskar, och hoppar då jämfota eller går några steg, stelnar och spanar uppmärksamt. Vintertid ses den ofta i stora flockar med hundratals eller tusentals individer. Födan består då mestadels av bär. 

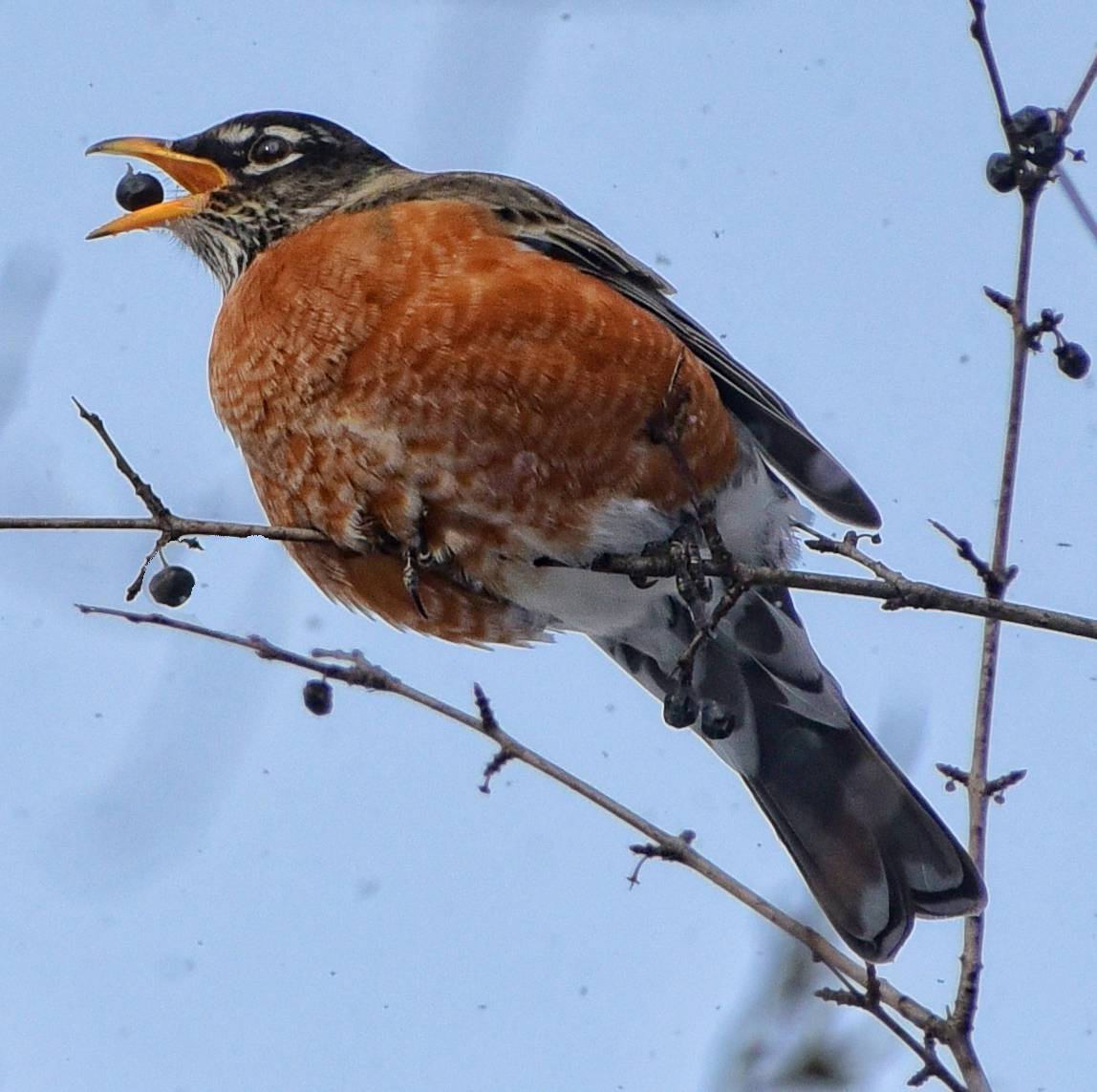
Vintertid består födan huvudsakligen av bär.

### Häckning
Vandringstrasten börjar häcka strax efter de återvänt till sin sommarbostad. Den är en av de första nordamerikanska arterna att lägga ägg. Normalt resulterar det i två till tre fågelungar per parningssäsong, som varar från april till juli.

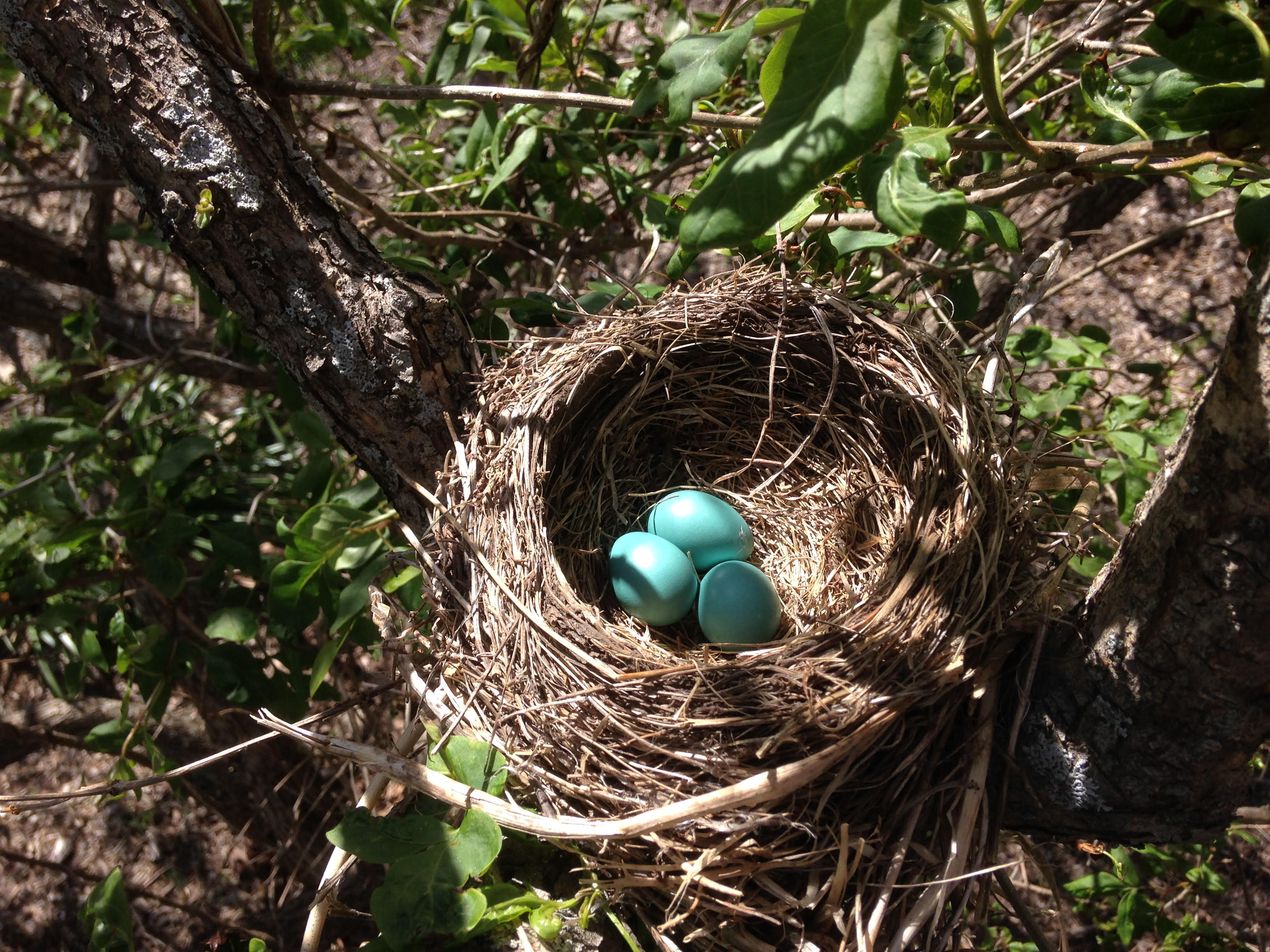
Vandringstrastbo med ägg.

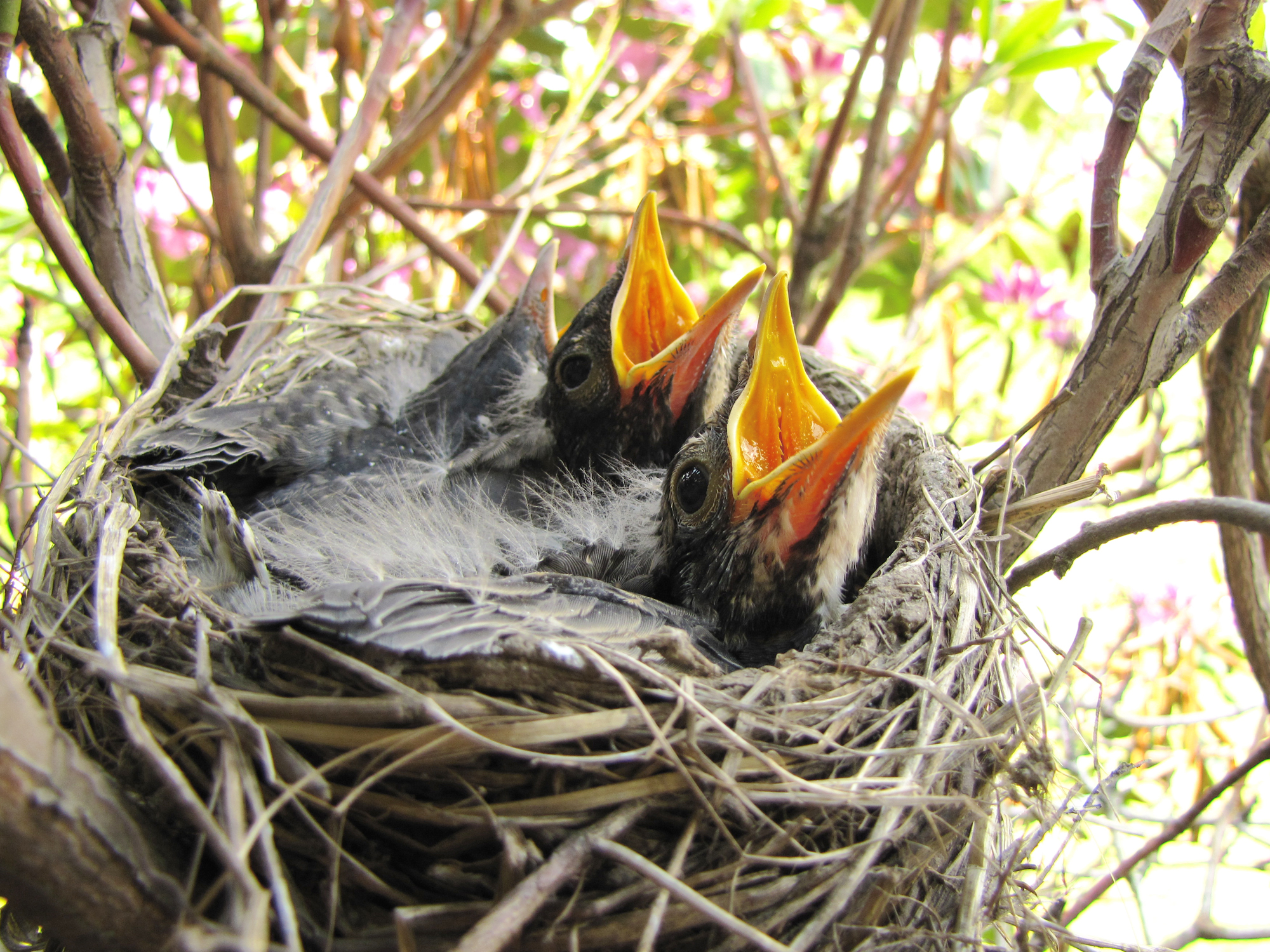
Nykläcka tiggande ungar.

## Status
Vandringstrastens population är mycket stor med över 320 miljoner individer på en yta av 16 miljoner km². Internationella naturvårdsunionen IUCN kategoriserar den som livskraftig.